# Malimbosa lamperti
Malimbosa lamperti là một loài nhện trong họ Lycosidae. Chúng được Embrik Strand miêu tả năm 1906, chỉ xuất hiện ở vùng Tây Phi.